# Klub investorů
Klub investorů z.s. je neziskový studentský spolek založený v roce 2007 na Vysoké škole ekonomické v Praze. Sdružuje studenty ekonomicky zaměřených vysokých škol se zájmem o investování, finance a business.
Klub investorů působí v Praze, Brně a Bratislavě a celkově má přes 70 aktivních členů. Hlavní činností spolku je realizace vzdělávacích přednášek a workshopů pro širokou veřejnost, podcastů a networkingových akcí. Spolek je postaven na třech pilířích: vzdělání, komunita a praxe.

## Činnost

### Přednášky
Hlavní činností spolku je pořádání přednášek pro širokou veřejnost na půdách vysokých škol, na kterých působí. Mezi hosty, kteří v rámci akce Klubu investorů hovořili patří například Pavel Tykač, Marek Dospiva, Karel Janeček, Jan Barta, Dušan Šenkypl, Ondřej Vlček, Martin Vohánka, Michal Menšík, Prokop Svoboda nebo Martin Kasa
Mimo individuální přednášky Klub investorů také pořádá každý rok Investiční konferenci.

### Workshopy
KI pořádá mimo přednášky také workshopy. Tradiční akcí tohoto formátu je třináctitýdenní workshop na fundamentální analýzu s Jánem Hájkem. Dále pořádal například workshop na akciovou analýzu s Mikulášem Splítkem, kurz na private equity s Oriens, nebo workshopy na M&A a Business Restructuring s PwC.

### Podcasty
Klub investorů nahrává v rámci jeho tvorby také podcast Investories, ve kterém dělá rozhovory s  osobnostmi z investičního a finančního světa.